# کارل لاماچ
کارل لاماچ (چکی: Karel Lamač؛ ۲۷ ژانویهٔ ۱۸۹۷ – ۲ اوت ۱۹۵۲) بازیگر، کارگردان فیلم، فیلم‌نامه‌نویس، تهیه‌کننده و تدوین‌گر اهل جمهوری چک بود. وی بین سال‌های ۱۹۱۹ تا ۱۹۵۳ میلادی فعالیت می‌کرد.

## فیلم‌شناسی
- سگ باسکرویل
- فانوس
- ناک اوت
- دوریت کوچک
- کیکی
- هلنا (بازیگر)
- دوازده صندلی